# Jeune Demoiselle
Singles de Diam's
La Boulette
(2006) Confessions nocturnes
(2006)
Jeune Demoiselle est le deuxième single musical de la rappeuse Diam's extrait de l'album Dans ma bulle (2006).

## Présentation
C'est en quelque sorte la version féminine de Partenaire particulier (cherche partenaire particulière) : Diam's, qui recherche « un mec mortel », y décrit son prince charmant.
Ses paroles nous révèlent qu'il « a la voix de Musiq Soulchild, a du style à la Beckham, a le charisme de Jay-Z, le sourire de Brad Pitt, aime les formes de J-Lo, a le torse de D'Angelo, la fait rire comme Jamel, lui fait la cour sur du Cabrel, a la plume de Booba, danse comme Usher, regarde Scarface, Les Affranchis, Casino mais aussi Friends, Lost et Les Soprano, est une encyclopédie, n’a pas besoin de se balader en Porsche, a la carrière d’Eminem, le calme de Zidane et le regard de Method Man, est comme Hitch, est aussi digne à la Mohamed Ali et a des potes qui la font rire à la Eric et Ramzy. Ne l’ayant pas rencontré sur la planète, elle le cherche sur Internet et lui demande de lui écrire sur son e-mail jeunedemoisellerecherche@hotmail.fr et de joindre deux photos car une c’est d’la triche... »
Le leitmotiv de la chanson fait « Pom pom pom pom »[pertinence contestée].
Sur la pochette, on voit Diam's, de face (de la tête à la taille), portant des lunettes de soleil et un collier en forme de chaîne, vêtue d'un pull à rayures roses et noires. Le titre apparaît à gauche avec le début des paroles au-dessous en dégradé.
Dans le clip dont le concept est la vente libre de "mecs mortels" en grande surface, on la voit choisir, essayer et acheter plusieurs modèles, comme tout autre achat banal. Le scénario et la réalisation du clip sont assurés par Julien Pelgrand. Le clip a été tourné à Montréal, au Canada, notamment à la biosphère, au centre Eaton et au magasin La Baie.  

## Crédits
- Compositeurs : Diam’s, Luke, Dr Swing, Yann Le Men
- Réalisateurs : Tefa et Masta
- Réalisateur du clip (tourné à Montréal) : Julien Pelgrand

## Classements
| Classement (2006)                       | Meilleure position |
| --------------------------------------- | ------------------ |
| Belgique (Wallonie Ultratop 50 Singles) | 3                  |
| France (SNEP)                           | 4                  |
| Suisse (Schweizer Hitparade)            | 20                 |

## Certification
| Région                                                                                                 | Certification | Ventes/Streams |
| --- | ------------- | -------------- |
| France (SNEP)                                                                                          | Platine       | 150 000        |
| *Ventes selon la certification ^Mise en rayon selon la certification xNon précisé par la certification |               |                |